# José Manuel Rodríguez Romeo
José Manuel Rodríguez (Zuera, Zaragoza, Aragón, España, 17 de febrero de 1976), más conocido como Rodri, es un exfutbolista español. Jugaba de centrocampista de largo recorrido y destacaba por su polivalencia. Su paso por la Sociedad Deportiva Huesca es lo más recordado de su carrera.

## Trayectoria
Jugó desde los once años en las categorías inferiores de la Unión Deportiva Amistad, desde los alevines hasta categoría cadete, año en el que pasó a formar parte del Club Deportivo Oliver en categoría juvenil, consiguiendo el ascenso a División de Honor.
Debutó en Segunda División B con dieciocho años de la mano de la U. D. Casetas jugando su primer partido contra el Osasuna "B". En su debut como titular, contra el Hullera, que finalizó con tres a cero para su equipo, tuvo gran protagonismo anotando dos goles y asistiendo en el tercero.
Tras una temporada en el C. F. Figueruelas, con veinte años se incorpora a la disciplina del Real Zaragoza para jugar en su filial durante cuatro temporadas, entre las cuales marchará cedido al Albacete Balompié media campaña, club con el que debuta en Segunda División.
Con el primer equipo del Real Zaragoza realizó varias pretemporadas. Disputó el Trofeo Ciudad de Zaragoza frente al Ajax así como otra serie de partidos amistosos y torneos de verano, no llegando a disputar ni un solo partido oficial.  
Con la selección Española de Fútbol juega la Universiada de Palma 99, consiguiendo la medalla de oro tras derrotar a Italia en la final con gol de oro en un Luis Sitjar lleno.
El C. D. Badajoz, Xerez C. D. y U. E. Lleida le permiten seguir compitiendo dentro del fútbol profesional, acumular partidos en Segunda División y disputar varias eliminatorias de Copa del Rey ante equipos de la máxima categoría del fútbol español.
Vistió la camiseta de la Selección de fútbol de Aragón en dos de las tres ocasiones en la que ésta ha disputado partidos oficiales, el último ante la Selección de fútbol de Chile, que es el primer y único partido internacional de Aragón en su historia hasta la fecha.
Además, es uno de los jugadores de la S. D. Huesca que más partidos ha disputado con esta camiseta, más de cien entre Segunda B y Segunda División, marcando un total de once goles en sus cuatro temporadas en el club azulgrana.
En junio de 2009, por medio  de la página web de la Sociedad Deportiva Huesca, se anuncia que deja la práctica del fútbol profesional y de esta manera pasaría a formar parte del personal técnico de dicha entidad. No obstante, y compenetrando su trabajo en el organigrama del club oscense, seguiría compitiendo en el fútbol regional desde el cual modestamente comenzó su carrera deportiva, así jugaría en el C. D. Zuera de su localidad natal dos temporadas, y después en el C. D. Grañén otros dos años, hasta su retirada definitiva en 2013, tras casi veinte temporadas como jugador.

## Clubes
| Club              | País   | Años      |
| ----------------- | ------ | --------- |
| U. D. Casetas     | España | 1994-1996 |
| C. F. Figueruelas | España | 1996-1997 |
| Real Zaragoza "B" | España | 1997-2000 |
| Albacete Balompié | España | 2000      |
| Real Zaragoza "B" | España | 2000-2001 |
| C. D. Badajoz     | España | 2001-2003 |
| Xerez C. D.       | España | 2003-2004 |
| S. D. Huesca      | España | 2004-2005 |
| U. E. Lleida      | España | 2005      |
| C. D. Leganés     | España | 2006      |
| S. D. Huesca      | España | 2006-2009 |
| C. D. Zuera       | España | 2009-2011 |
| C. D. Grañén      | España | 2011-2013 |